# 胡金纂
胡金纂（？—410年），十六国时期夏国大臣。
胡金纂在刘勃勃属下担任尚书。刘勃勃建立夏国，称夏王，反对他原来的主公后秦的天王姚兴。410年三月，刘勃勃派胡金纂进攻后秦的平凉。后秦天王姚兴带兵去援救平凉，进攻胡金纂，获胜，把胡金纂杀了。